# Patvinsuo nationalpark
Patvinsuo nationalpark (finska Patvinsuon kansallispuisto) är en nationalpark i Norra Karelen. Den inrättades 1982 och omfattar ungefär 105 kvadratkilometer.
Patvinsuo ligger i en övergångszon där typiska särdrag för nordlig och sydlig natur möts. Här finns högmossar, typiska för södra Finland och öppna aapamyrar, typiska för nordliga Finland. Reservatets äldsta skog växer i Autiovaara. 
Patvinsuo tillhör Unescos Norra Karelens biosfärområde, som grundades 1992.
Sedan 1989 har skogarna i nationalparken varit föremål för flera mindre naturvårdsbränningar.
I området finns de starkt hotade skalbaggsarterna svartoxe (Ceruchus chrysomelinus) och smal skuggbagge (Boros schneideri).